# Ельтут
Ельтут (*д/н —бл. 1181) — половецький хан з Донецької конфедерації половців.

## Життєпис
Походив з клану Ольберлю. Син хана Атрака, брат хана Кончака
У 1180—1181, в складі половецького війська на чолі з ханами Кончаком та Кобяком брав участь в кампанії Ігоря Святославича проти Ростиславичів. Загинув у битві на Чорториї.